# Ana Facó
Ana Facó (Beberibe,10 de abril de 1855  — Fortaleza, 22 de junho de 1922) ou Anna Facó, também conhecida sob o pseudônimo de Nitio-Abáfoi, foi uma escritora, poeta, professora e dramaturga. Também é atribuída a cidade de Fortaleza como seu local de nascimento.

## Vida
Foi uma das das filhas de Francisco Baltasar Ferreira Facó e Maria Adelaide de Queirós Facó. Ana Facó iniciou seus estudos com seu irmão mais velho José Baltazar. Até os doze anos de idade sofreu de um problema nos olhos, que lhe impedia de se dedicar à leitura.
Em 1869 foi aluna de Maria Carolina Pereira Ibiapina por quatro meses, na cidade de Cascavel. Estudou também na Escola Normal em Fortaleza, pra onde se mudou com dezesseis anos. Se formou na Escola Normal em 1887.
Devido à influência da filosofia de René Descartes tornou-se agnóstica.
Não se sabe de nenhum arquivo pessoal da escritora.

## Carreira
Após se formar em 1887, ocupou a cadeira de ensino primário no Ginásio Cearense. Em 1890, inaugurou a Escola Facó, que tornou-se referência na região.
Em 1891, foi nomeada professora auxiliar da Escola Normal, ocupando depois os cargos de inspetora e de professora da classe infantil. Em 1907, foi diretora do primeiro Grupo Escolar de Fortaleza, cargo que exerceu até sua aposentadoria em 1913.
Ana Facó se destacou no campo educacional de finais do século XIX e início do século XX pelo desenvolvimento de uma metodologia e de textos voltados à educação infantil, assumindo um papel ativo na construção de práticas pedagógicas no período.

### Ensino infantil
Seguindo o método de ensino de Johann Heinrich Pestalozzi, Ana Facó escreveu uma série de contos para crianças utilizados para ensinar lições morais a seus alunos por meio do método intuitivo, também conhecido como Método da Lição das Coisas. Publicado entre os meses de maio e junho de 1907 no Jornal do Ceará, os contos saíram na coluna “Escola” e da seção “Minha palmatória − para crianças”, totalizando nove contos de Ana Facó.
O método intuitivo foi uma tentativa de renovação pedagógica da escola primária. Parte da premissa de incitar nos alunos o uso dos sentidos para a intuição intelectual, na aquisição do conhecimento. Os contos escritos por Ana Facó e publicados no Jornal do Ceará tinham o objetivo de servirem como material didático e tratavam de diversos ensinamentos morais como: o medo ensina a temer, devemos olhar para nós mesmos antes de julgar os outros, a importância do amor filial e maternal, dentre outros. No conto "Julinha", por exemplo, ela trata sobre o não julgar as pessoas pela aparência, pois ela engana.

## Livros

### Romances
Rapto jocoso (1907)
Nuvens (1907)

### Peças teatrais
Páginas íntimas
Comédias e cançonetas

### Contos e hinos para crianças
Minha palmatória

### Poesia
Poesias (1937), obras póstuma

## Homenagem póstuma
Em 1947, Anna Facó foi homenageada em sua cidade natal, Beberibe, com a criação da Escola de Ensino Médio Ana Facó, a primeira escola estadual da cidade e localizada na praça central. O projeto foi idealizado por seu irmão, que também doou o terreno para a construção da escola.